# Rosamorada
Rosamorada är en kommunhuvudort i Mexiko.   Den ligger i kommunen Rosamorada och delstaten Nayarit, i den centrala delen av landet, 700 km väster om huvudstaden Mexico City. Rosamorada ligger 23 meter över havet och antalet invånare är 3 634.
Terrängen runt Rosamorada är platt åt sydväst, men åt nordost är den kuperad. Runt Rosamorada är det glesbefolkat, med 18 invånare per kvadratkilometer. Rosamorada är det största samhället i trakten. Omgivningarna runt Rosamorada är en mosaik av jordbruksmark och naturlig växtlighet.